# Chamaecrista capensis
Chamaecrista capensis là một loài thực vật có hoa trong họ Đậu. Loài này được (Thunb.) E.Mey. miêu tả khoa học đầu tiên.